# پاتر هایم
پاتر هایم (به انگلیسی: Potter Heigham) یک روستا و محله مدنی در بریتانیا است که در North Norfolk واقع شده‌است. پاترهایم ۱۰٫۳۸ کیلومتر مربع مساحت و ۱٬۰۴۳ نفر جمعیت دارد.